# Bernard SIMB AB 14
Bernard SIMB AB 14 là một loại máy bay tiêm kích của Pháp trong thập niên 1920, do hãng Société Industrielle des Métaux et du Bois (SIMB) thiết kế chế tạo.

## Tính năng kỹ chiến thuật
Dữ liệu lấy từ 
Đặc tính tổng quan
- Kíp lái: 1
- Chiều dài: 7,40 m (24 ft 3 in)
- Sải cánh: 12,50 m (41 ft 0 in)
- Chiều cao: 3,10 m (10 ft 2 in)
- Diện tích cánh: 27 m2 (290 foot vuông)
- Trọng lượng rỗng: 1.240 kg (2.734 lb)
- Trọng lượng cất cánh tối đa: 1.800 kg (3.968 lb)
- Động cơ: 1 × Hispano-Suiza 12Hb , 370 kW (500 hp)
- Cánh quạt: 2-lá

Hiệu suất bay
- Vận tốc cực đại: 230 km/h (143 mph; 124 kn)

Vũ khí trang bị

- Súng: 2 súng máy 7,7mm (0.303in)